# Curso de Orientación Universitaria
El Curso de Orientación Universitaria (COU) era una enseñanza no obligatoria en España perteneciente al sistema educativo diseñado en Ley General de Educación de 1970 y constaba de un solo curso, equivalente al último de bachillerato de la LOGSE. Vino a sustituir al anterior Curso Preuniversitario (PREU) de la Ley de Enseñanza Media de 1953. 
Se cursó por última vez durante el año académico 2000-2001.

## Orígenes
Inicialmente establecido como un curso preparatorio de las técnicas y métodos de trabajo propios de la enseñanza universitaria, una vez implantado el BUP, de solo tres cursos frente al anterior bachillerato de 6 años, y establecido el numerus clausus para el ingreso en la Universidad, el COU quedó como el último curso de la enseñanza media, que los estudiantes debían realizar para prepararse para las Pruebas de Acceso a la Universidad (PAU), más conocidas como Examen de Selectividad.
Según la última de sus regulaciones normativas, vigente desde 1987, constaba de cuatro modalidades: científico-tecnológica, biosanitaria, ciencias sociales y humanístico-lingüística; que daban acceso tras la Selectividad a las distintas disciplinas universitarias. Se cursaba, normalmente, al término del Bachillerato Unificado Polivalente (BUP).

## Materias
Las materias comunes del COU eran Historia de la Filosofía, Lengua Extranjera y Lengua Española. También la lengua vernácula en Baleares, Cataluña, Comunidad Valenciana, Galicia, Navarra y País Vasco. En Lengua Española y en la lengua vernácula de las comunidades autónomas con lengua propia se impartía el Comentario de Texto. Además, las materias propias de cada modalidad eran las siguientes:
- Científico-Tecnológica: Materias obligatorias: Matemáticas I y Física. Materias optativas (a elegir dos): Química, Biología, Geología y Dibujo Técnico.

- Biosanitaria: Materias obligatorias: Química y Biología. Materias optativas (a elegir dos): Matemáticas I, Física, Geología y Dibujo Técnico

- Ciencias sociales: Materias obligatorias: Matemáticas II e Historia del Mundo Contemporáneo. Materias optativas (a elegir dos): Literatura, Latín, Griego e Historia del Arte.

- Humanística - Lingüística: Materias obligatorias: Literatura e Historia del Mundo Contemporáneo. Materias optativas (a elegir dos): Matemáticas II, Latín, Griego e Historia del Arte.